# Бафутские войны
Бафутские войны — серия войн, которые велись в конце XIX — начале XX веков между войсками фона Бафуты и поддерживаемыми Германией войсками соседних королевств. Войны в конечном итоге привели к поражению фона Бафуты, вынудив его покинуть страну и сделав Королевство Бафут частью германского протектората Камеруна.

## История
1889 год: немецкий исследователь Юджин Зинтграфф (нем.) приехал в город Бафут после посещения Бали Ньонга (англ.), соседнего королевства и соперника Бафута. Нарушение этикета Юджином Зинтграффом в отношении фона Абумби I было воспринято как намеренно враждебное действие, спровоцированные фоном Бали Ньонга.
1891 год: войска под командованием немцев из Бали Ньонга атаковали Манкон — союзника Бафуты. Нападение стало ответом на смерть двух посланников Юджина Зинтграфа, посланных в Бафуту с требованием сбора слоновой кости. Город Манкон был сожжён 31 января 1891 года. Воины из Бафута и Манкона атаковали силы интервентов на обратном пути и нанесли им тяжелые потери. Это событие получило название Битва при Манконе.
1901—1907 год: Немецкая бригада Schutztruppe, первоначально под командованием Курта фон Павла (нем.), несколько раз совершала набег на Бафуту в 1901, 1904—1905 и 1907 годах. Это привело к изгнанию фона Абумби I в Дуалу на год. Он был восстановлен в должности под властью Германии, так как подходящих доверенных лиц найти не удалось.
Военный штаб Абумби I во время Бафутских войн в Манкахе в Бафуте теперь является Военным мемориалом народу Бафут. В гостевом доме (который был резиденцией фона, построенной немцами), в нынешнем дворце фона находится музей. В музее есть специальный раздел о битве при Манконе с черепами четырёх погибших немецких солдат, их оружием и боеприпасами.